# Escuadrón 201 (métro de Mexico)
Escuadrón 201 (en français : Escadron 201) est une station de la ligne 8 du métro de Mexico, située dans la délégation Iztapalapa.

## La station
La station est ouverte en 1994 dans la Colonia Escuadrón 201.
L'icône de la station est l'emblème du groupe dit Escadron 201 de la force aérienne mexicaine, qui fut envoyé combattre aux côtés des Alliés de la Seconde Guerre mondiale. En effet, en 1942, les Allemands violèrent la neutralité du Mexique en prenant la décision de couler des navires tels que les Potrero del Llano, Faja de Oro, Tuxpan, Las Choapas, Oaxaca et Amatlán ; ce pourquoi, le président-général Manuel Avila Camacho déclara la guerre sur les forces de l'Axe.